# باشگاه فوتبال پانه‌وژیس
باشگاه فوتبال پانه‌وژیس (انگلیسی: FK Panevėžys) یک باشگاه فوتبال در شهر پانه‌وژیس، لیتوانی است.
این باشگاه که در سال ۲۰۱۵ تأسیس شده در سال ۲۰۱۸ قهرمان لیگ آ فوتبال لیتوانی شده‌است.